# Atlatlahucan
Atlatlahucan là một đô thị thuộc bang Morelos, México. Năm 2005, dân số của đô thị này là 13863 người.